# OMG (Camila Cabello)
OMG è un brano musicale della cantante statunitense Camila Cabello in collaborazione con il rapper Quavo, pubblicato il 3 agosto 2017. La canzone è stata scritta e composta dalla stessa Camila in collaborazione con Charlotte Aitchison, Noonie Bao e Sasha Sloan, ed è stata prodotta dagli Stargate. OMG è uscita in concomitanza con Havana, singolo di lancio dell'album di debutto della cantante.

## Composizione
OMG è un brano hip hop che contiene elementi di musica trap. Il testo ruota intorno all'apprezzamento da parte della cantante delle doti fisiche di un amante. Nella sua strofa Quavo parla di una donna a cui è interessato, includendo riferimenti al singolo Bad and Boujee cantato con il suo gruppo, i Migos.

## Accoglienza
Nella sua recensione sul pezzo, Nick Maslow di Entertainment Weekly descrive OMG come "una canzone da discoteca piena di carattere". Peter A. Berry di XXL sostiene che la voce di Camila abbia "una cadenza non diversa da quella di un membro dei Migos". Allison Browsher di Much ha apprezzato la canzone, affermando che "la melodia sensuale è perfetta per chiunque abbia bisogno di un pezzo che li vivacizzi". Mike Wass di Idolator lo ha considerato inferiore rispetto ad Havana, mentre Arielle Tschinker della stessa pubblicazione lo ha definito "discreto", percependo inoltre una mancanza di "scintillio e attitudine" che la Cabello aveva con le Fifth Harmony.

## Tracce
Download digitale
1. OMG (feat. Quavo) – 3:48

## Classifiche
| Classifica (2017) | Posizione massima |
| ----------------- | ----------------- |
| Australia         | 77                |
| Canada            | 53                |
| Portogallo        | 65                |
| Regno Unito       | 67                |
| Repubblica Ceca   | 73                |
| Slovacchia        | 56                |
| Stati Uniti       | 81                |